# Avicenna
Avicenna là dạng Latinh hóa của Abū ‘Alī al-Ḥusayn ibn ‘Abd Allāh ibn Sīnā Balkhi, hay gọi tắt là Abu Ali Sina Balkhi (tiếng Thổ Nhĩ Kỳ: İbni Sina) (tiếng Ba Tư: ابوعلی سینا بلخى) hay Ibn Sina (tiếng Ả Rập: ابن سینا), (tiếng Hy Lạp: Aβιτζιανός, Abitzianos), (kh. 980 - 1037) là một học giả người Turk  và cũng là thầy thuốc và nhà triết học đầu tiên  ở thời ấy. Ông cũng là nhà thiên văn học, hóa học, địa chất học, lôgic học, cổ sinh học, toán học, vật lý học, thơ, tâm lý học, khoa học, và nhà giáo.
Trong y học, ông lấy tên Koushyar, ông viết gần 450 luận thuyết về nhiều chủ đề nhưng khoảng 240 trong số đó còn tồn tại. Đặc biệt, 150 trong số những bản còn tồn tại tập trung vào triết học và 40 tác phẩm tác phẩm nói về y học. Công trình nổi tiếng nhất của ông là The Book of Healing, một bách khoa toàn thư khoa học và triết học khổng lồ, và The Canon of Medicine, là bài viết y học chuẩn ở một số trường đại học thời Trung cổ. The Canon of Medicine được sử dụng làm giáo trình ở các trường đại học Montpellier và Louvain vào cuối năm 1650. Ibn Sīnā phát triển hệ thống y tế kết hợp những kinh nghiệm của mình với y học Hồi giáo, hệ thống y học của các thầy thuốc Hy Lạp như Galen, siêu hình học Aristotle  (Avicenna là người làm sáng tỏ về Aristotle), và Ba Tư cổ đại, Mesopotamia và Y học Ấn Độ. Ông cũng là người đặt nền tảng cho lôgíc Avicenna và trường Chủ nghĩa Avicenna, là trường chịu ảnh hưởng giữa những tư tưởng đạo Hồi và triết học kinh viện.
Ibn Sīnā được xem là cha đẻ của y học và dược lý lâm sàng hiện đại đặc biệt là ông đã đưa ra các thí nghiệm và định lượng có hệ thống trong việc nghiên cứu sinh lý học, ông đã phát hiện ra sự lây nhiễm dịch bệnh tự nhiên, phương pháp cách ly để hạn chế sự lan rộng của dịch bệnh, cách thử nghiệm thuốc, y học thực chứng, thử nghiệm lâm sàng,
thử nghiệm mẫu ngẫu nhiên có đối chứng,
thí nghiệm hiệu quả,
dược lý lâm sàng, tâm thần học, phân tích yếu tố rủi ro, ý tưởng về hội chứng, và sự quan trọng của dinh dưỡng và ảnh hưởng của khí hậu và môi trường đến sức khỏe. Ông cũng được xem là cha đẻ của các khái niệm cơ bản về động lượng trong vật lý, và người tiên phong trong việc chữa bệnh bằng xoa bóp nhờ sáng chế của ông về chưng cất hơi nước và chiết tách tinh dầu. Ông cũng phát triển khái niệm hiện tại luận và quy tắc xếp chồng trong địa chất học.
George Sarton viết trong phần mở đầu của quyển lịch sử khoa học như sau:
"Một trong những điểm tiêu biểu nhất của thuyết phổ độ đạo Hồi và hình ảnh nổi tiếng trong khoa học Hồi giáo là Ibn Sina, hay Avicenna (981-1037). Qua hàng ngàn năm ông vẫn duy trì được tiếng tăm của mình là một nhà tư tưởng lớn và nhà học giả y học trong lịch sử. Các công trình y học quan trọng nhất của ông như Qanun (tiêu chuẩn) (Tiêu chuẩn y học) và các luận thuyết về thuốc kích thích tim. 'Qanun fi-l-Tibb' là một bách khoa toàn thư y học lớn. Nó chứa nhiều ý tưởng rất quan trọng cùng với những điểm nổi bật đề cập đến viêm trung thất từ viêm màng phổi; lây nhiễm tự nhiên từ bệnh lao; sự phân bố của dịch bệnh theo nguồn nước và đất; các mô tả cẩn thận về các bệnh trên da; bệnh lây truyền qua đường tình dục và đồi trụy; do sự lo lắng."